# Nouvelle Star
Nouvelle Star war eine französische Fernsehsendung und wurde 2003–2010 und 2017 auf dem Sender M6 und 2012–2016 auf dem Sender D8 ausgestrahlt. Es ist die französische Variante der britischen Show Pop Idol (in Deutschland adaptiert als Deutschland sucht den Superstar), deren Konzept weltweit lizenziert wurde. Es wurden 13 Staffeln produziert. Während der ersten Staffel trug die Sendung den längeren Namen À la Recherche de la Nouvelle Star („Auf der Suche nach dem neuen Star“), der dann ab der zweiten Staffel auf Nouvelle Star („Neuer Star“) verkürzt wurde.

## Übersicht
| Staffel | Jahr/e  | Gewinner           | Jurymitglieder  | Jurymitglieder | Jurymitglieder | Jurymitglieder    | Moderator/in       |
| Staffel | Jahr/e  | Gewinner           | 1               | 2              | 3              | 4                 | Moderator/in       |
| ------- | ------- | ------------------ | --------------- | -------------- | -------------- | ----------------- | ------------------ |
| 1       | 2003    | Jonatan Cerrada    | André Manoukian | Dove Attia     | Varda Kakon    | Lionel Florence   | Benjamin Castaldi  |
| 2       | 2004    | Steeve Estatof     | André Manoukian | Dove Attia     | Marianne James | Manu Katché       | Benjamin Castaldi  |
| 3       | 2005    | Myriam Abel        | André Manoukian | Dove Attia     | Marianne James | Manu Katché       | Benjamin Castaldi  |
| 4       | 2006    | Christophe Willem  | André Manoukian | Dove Attia     | Marianne James | Manu Katché       | Virginie Efira     |
| 5       | 2007    | Julien Doré        | André Manoukian | Dove Attia     | Marianne James | Manu Katché       | Virginie Efira     |
| 6       | 2008    | Amandine Bourgeois | André Manoukian | Sinclair       | Lio            | Philippe Manœuvre | Virginie Efira     |
| 7       | 2009    | Soan               | André Manoukian | Sinclair       | Lio            | Philippe Manœuvre | Virginie Guilhaume |
| 8       | 2010    | Luce               | André Manoukian | Marco Prince   | Lio            | Philippe Manœuvre | Virginie Guilhaume |
| 9       | 2012/13 | Sophie-Tith        | André Manoukian | Sinclair       | Maurane        | Olivier Bas       | Cyril Hanouna      |
| 10      | 2013/14 | Mathieu Saïkaly    | André Manoukian | Sinclair       | Maurane        | Olivier Bas       | Cyril Hanouna      |
| 11      | 2014/15 | Emji               | André Manoukian | Sinclair       | Élodie Frégé   | Yarol Poupaud     | Benjamin Castaldi  |
| 12      | 2016    | Paul Plexi         | André Manoukian | Sinclair       | Élodie Frégé   | JoeyStarr         | Laurie Cholewa     |
| 13      | 2017    | Xavier Matheu      | Benjamin Biolay | Dany Synthé    | Cœur de Pirate | Nathalie Noennec  | Shy’m              |

Die Sendung brachte auch folgende Sänger- und Sängerinnen hervor:
- Thierry Amiel (2003)
- Jean Sébastien Lavoie (2003)
- Amel Bent (2004)
- Pierrick Lilliu (2005)
- Miss Dominique (2006)
- Camélia Jordana (2009)